# Bavia sinoamerica
Bavia sinoamerica es una especie de Arachnida del género Bavia, de la familia Salticidae, del orden Araneae.

## Distribución
Bavia sinoamerica se distribuye por China.

## Taxonomía
Fue descrita científicamente por Lei, H., y Peng, X. J. en 2011. Se sabe demasiado poco sobre la especie para confirmar su ubicación en la tribu Baviini de las arañas saltarinas. B. sinoamerica es una especie que casi con certeza no es baviino por la forma del cuerpo. Basándose en la forma del palpo y en que no se describe teniendo un cuerpo compacto, puede ser de la tribu Hasariini.
Tratamiento taxonómico
La especie aparece registrada y publicada en Acta Zootaxonomica Sinica, volumen 36, entre las páginas 218 y 220 (2011).